# Classe Trento
La classe Trento fu una classe di incrociatori pesanti della Regia Marina, costruiti alla fine degli anni venti. Le tre navi di questa classe sacrificarono la corazzatura in favore della velocità e quindi furono relativamente poco protette per le loro dimensioni. Venne successivamente deciso che erano svantaggiate da questa condizione e il loro progetto si evolse nella maggiormente corazzata classe Zara dell'inizio degli anni trenta.

## Genesi
Fra il novembre 1921 e il febbraio 1922 si tenne, a Washington, negli Stati Uniti, la conferenza per la limitazione degli armamenti navali. Alla conferenza parteciparono i rappresentanti delle principali nazioni uscite vincitrici dalla I guerra mondiale: Francia, Giappone, Gran Bretagna, Italia e Stati Uniti. La conferenza porto` al Trattato navale di Washington, che fissava i coefficienti di relatività fra le marine delle potenze partecipanti (ma solo per il tonnellaggio globale di navi da battaglia e di portaerei) e limitazioni qualitative su tre categorie di naviglio (le due precedenti e gli incrociatori). In particolare, per gli incrociatori, il dislocamento standard non doveva superare le 10.000 long tons (tonnellate inglesi di 2240 libbre) pari a 10.160 tonnellate metriche ed il calibro dei cannoni gli 8 pollici (203 mm). Questo limite superiore divenne di fatto lo standard a cui tutte le marine vincolate dal trattato costruirono i loro incrociatori maggiori, che divennero noti come incrociatori “tipo trattato” o "tipo Washington" e, dopo il Trattato di Londra, come "incrociatori pesanti". Si noti che non fu posto un limite al tonnellaggio totale, che avrebbe potuto portare a costruire (nella categoria degli incrociatori maggiori) un maggior numero di navi di minori dimensioni.
In Italia, terminate le unità (generalmente sottili) dei programmi di guerra, si iniziò a pensare alla realizzazione delle navi che avrebbero dovuto costituire il primo nucleo di una marina rinnovata nelle sue componenti principali. Venne così deciso di costruire due incrociatori tipo Washington. Le navi vennero studiate e progettate dal comitato progetto navi diretto allora dal Tenente Generale del genio navale Filippo Bonfiglietti. Le due unità, battezzate Trento e Trieste, vennero ordinate rispettivamente al Cantiere Orlando - Livorno e allo Stabilimento Tecnico Triestino - Trieste. Le navi vennero impostate sugli scali dei due cantieri nel corso del 1925. Nel 1930 venne impostato, presso il cantiere Ansaldo di Genova Sestri, il Bolzano, generalmente classificato come terza unità o secondo gruppo della classe Trento ma che, per le molte e notevoli differenze, si può considerare una classe a parte.
Si trattava delle prime navi maggiori realizzate dopo una stasi di oltre dieci anni e per questo vennero adottate e sperimentate nuove soluzioni tecniche che poi sarebbero diventate la norma per le unità realizzate fra la fine degli anni Venti e la fine degli anni Trenta. I Trento fecero quindi da prototipo soprattutto per quel che riguarda l'armamento principale e secondario, gli apparati per la direzione del tiro, le installazioni aviatorie e alcune caratteristiche dello scafo.
Versioni ridotte dei Trento si possono considerare i due incrociatori pesanti della classe Veinticinco de Mayo costruiti dalla OTO per l'Argentina, che entrarono in servizio nel 1931 con i nomi Almirante Brown e Veinticinco de Mayo. Queste due unità dislocavano circa il 70% dei Trento: ne conseguivano uno scafo più corto e più stretto del 15%, un armamento principale di soli sei cannoni da 190/52 mm invece che di otto da 203/50 mm ed un singolo fumaiolo invece dei due delle unità italiane.

## Caratteristiche

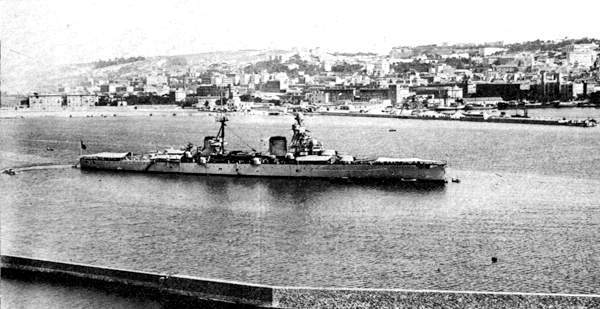
L'incrociatore a Cagliari

Gli incrociatori classe Trento furono le prime navi italiane progettate per adeguarsi alle condizioni del Trattato navale di Washington, che limitava il dislocamento standard degli incrociatori a 10 000 t e i loro cannoni al calibro massimo di 8" (203 mm). Dato che una batteria di 8-9 cannoni da 203 mm era evidentemente considerata irrinunciabile, era praticamente impossibile costruire un incrociatore con equilibrate caratteristiche di potenza di fuoco, velocità e protezione. In generale, tutta la prima generazione di incrociatori pesanti sacrifico` la protezione a favore della velocità, ma sui Trento questa caratteristica fu più marcata. Infatti le navi italiane dovevano intervenire rapidamente a difesa delle lunghe linee costiere e dei possedimenti nel Mediterraneo (Libia ed Isole Egee), per cui un'alta velocità era un requisito essenziale. Questi trasferimenti, comunque, erano piuttosto corti se considerati su scala oceanica ed i progettisti italiani ebbero il vantaggio di non dover realizzare una autonomia paragonabile a quella delle unità britanniche ed americane.
Nei primi anni di vita vennero definiti "grandi incrociatori leggeri (gil)", termine su cui l'ammiraglio Bravetta osservò "chiamare 'navi leggere' o 'sottili' degli incrociatori da 10.000 ton ha sapore d'ironia". L'origine del termine va ricercata nella comparsa della propulsione a turbina: nelle prime versioni le turbine agivano direttamente sugli assi (direct-drive), offrendo velocità ma non autonomia. Un incrociatore ha bisogno di entrambe, per cui la sperimentazione inizio` con cautela sulle unità più leggere (da cui il nome), ma presto la soluzione di rivelo` vincente ed allora l'aggettivo leggero fu esteso prontamente a tutti gli incrociatori con questa propulsione, con le ovvie eccezioni degli incrociatori da battaglia e di quelli che erano varianti di classi con motrici alternative (ad esempio l'incrociatore corazzato San Marco). Attorno al 1930, però, gli incrociatori corazzati e protetti d'anteguerra erano praticamente scomparsi e così l'aggettivo leggero assunse il nuovo significato previsto dal Trattato di Londra (che avrebbe portato a definire leggeri gli americani Worcester ed i russi Sverdlov). 
Le tre navi di questa classe ricevettero nomi di città liberate dal dominio austriaco alla fine della prima guerra mondiale: Trento, Trieste e Bolzano.

### Scafo e sovrastrutture
Con una lunghezza fuori tutto di 196 metri i Trento erano le navi più lunghe sino ad allora realizzate dalla marina italiana venendo poi superate, alla fine degli anni Trenta, dalle corazzate della classe Littorio. La larghezza fuori ossatura era di 20,6 metri.
Per quel che riguarda l'opera viva le tre unità erano praticamente identiche con le stesse linee d'acqua. Per la prima volta su delle navi da guerra italiane venne adottato il bulbo.
Nell'opera morta invece c'erano sensibili variazioni fra le prime due unità ed il Bolzano. Lo scafo per Trento e Trieste era di tipo flush deck con un cavallino negativo che iniziava praticamente da poppa ed andava sino a prua. Il Bolzano adottava una più tradizionale struttura con castello di prora che si prolungava per i due quinti della lunghezza; analogamente ai primi tre Zara il castello aveva, nella parte terminale, due sgusci per permettere il tiro verso prora ai cannoni da 100 mm sistemati sul ponte di coperta.
Le prime due unità erano dotate di due fumaioli abbastanza tozzi, quello prodiero, nella quale scaricavano le otto caldaie di prua era di sezione maggiore di quello di poppa che raccoglieva i fumi di sole quattro caldaie. Per il Bolzano dove la sistemazione dell'impianto evaporatore era diversa i fumaioli avevano sezione analoga ma il fumaiolo prodiero era inglobato nel torrione, come pure nell'ultimo Zara (il Pola) di cui era strettamente contemporaneo.
Fra la primavera e l'estate del 1940, a cavallo dell'entrata in guerra dell'Italia, i fumaioli delle prime due unità vennero dotati di due vistose cappe che alteravano sensibilmente e in meglio la linea delle navi.

### Propulsione
L'apparato motore presentava significative differenze fra i due gruppi.
Su Trento e Trieste vennero installate dodici caldaie raggruppate quattro a quattro in tre locali separati. Partendo da proravia la disposizione era quindi: primo locale caldaie, secondo locale caldaie, primo locale motrici, terzo locale caldaie e infine secondo locale motrici.
Sul Bolzano le caldaie vennero ridotte a dieci ma collocate a due a due per ogni compartimento per cui si ebbe, sempre partendo da proravia, la seguente disposizione: primo locale caldaie, secondo locale caldaie, terzo locale caldaie, primo locale motrici, quarto locale caldaie, quinto locale caldaie e infine il secondo locale motrici. Nel complesso la disposizione del Bolzano era meno vulnerabile poiché la messa fuori uso di un compartimento caldaie avrebbe privato l'unità di solo il venti per cento della potenza contro il trentatré delle altre due unità.
Su tutte le unità le motrici azionavano quattro eliche, quelle di prora le eliche degli assi esterni, quelle poppiere le eliche degli assi interni, tutte le eliche avevano il senso di rotazione all'esterno.

### Armamento

#### Trento e Trieste
L'armamento principale era costituito da otto cannoni Ansaldo 203/50 Mod. 1924 in quattro torri binate.
L'armamento minore originale era costituito da sedici cannoni OTO 100/47 mm Mod. 1927 a doppio scopo (antinave ed antiaereo) in otto complessi scudati binati, quattro mitragliere da 40/39 mm Vickers-Terni in installazioni singole ed otto mitragliere da 12,7 mm in installazioni binate.
L'armamento silurante consisteva in otto tubi lanciasiluri da 533 mm in quattro installazioni binate fisse montate sul ponte principale che lanciavano al traverso.
Nel 1937 l'armamento minore venne modificato per incrementare le capacità di difesa aerea a corto raggio: otto cannoni Breda 37/54 in quattro installazioni binate sostituirono le due torri poppiere da 100/47 mm, mentre le armi da 40/39 mm vennero sbarcate ed otto mitragliere binate Breda Mod. 31 da 13,2 mm rimpiazzarono quelle da 12,7 mm.
Il Trieste si poteva distinguere dal gemello Trento perché il primo complesso da 100/47 era sistemato leggermente più a poppavia All'epoca della loro costruzione non erano ancora operative le centrali di tiro Regia Marina per le artiglierie pesanti, per cui, nel 1928, per il governo delle batterie principali del Trento e del Trieste si acquistò un modello britannico della ditta Barr & Stroud (apparecchio autorizzato dall'ammiragliato britannico per l'esportazione, avente logiche differenti dalle centrali di tiro in dotazione alle unità della Royal Navy fornite dalla ditta Vickers) adattato dalla Galileo alle navi italiane. Le batterie da 100/47 che dovevano assolvere al doppio ruolo di difesa antiaerea ed anti-silurante erano dirette da due centrali di tiro "ridotte" Regia Marina tipo 2, integrate da altri apparati per il tiro antiaereo, una per bordo, poste ai lati della torre di comando. Per il tiro antiaereo di sbarramento si utilizzavano due apparati, uno per lato, della San Giorgio posti sulla plancia dell'albero di poppa.

#### Bolzano
L'armamento principale era costituito da otto cannoni Ansaldo 203/53 Mod. 1929, praticamente uguali a quelli degli Zara (Mod. 1927), ma in torri un po` più leggere.
La direzione del tiro delle batterie da 203 mm era possibile da due stazioni di tiro, ognuna dotata di un apparecchio di punteria generale, e di un telemetro da 5 metri, una era posta nella coffa e l'altra nella plancia di comando. Un altro telemetro della stessa classe era presente nella torretta posta dietro l'albero tripode di poppa, inoltre ogni torre era dotata di un telemetro da 5 metri. Il calcolo della soluzione di tiro per le batterie principali era elaborato da una centrale di tiro Regia Marina tipo 1 posta in un locale dedicato al di sotto del ponte corazzato, in caso di necessità, erano installate due centrali di tiro Regia Marina tipo 2 nelle due torri sopraelevate che permettevano la gestione indipendente del tiro delle torri. 
Due stazioni di tiro, girostabilizzate, dotate di un telemetro da 3m, poste ai due lati della torre di comando che inviavano i dati del bersagli a due centrali di tiro, capaci di tiro antiaereo ed antinave, della ditta Galileo, controllavano le otto artiglierie da 100/47.
Le mitragliere da 37/54 e 20/65 erano dotate di un congegno di mira semplificato con un traguardo ottico.

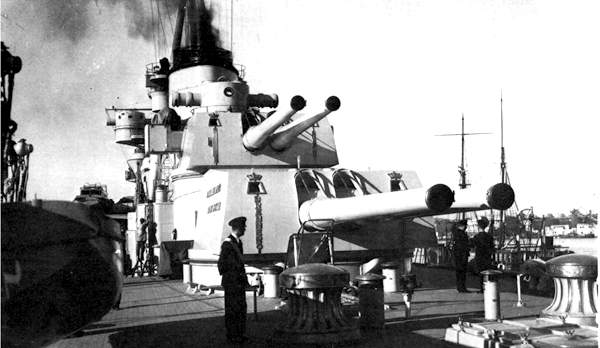
Le artiglierie da 203/53 mm del Bolzano, dietro la torretta superiore si nota la stazione di tiro sopra la torre di comando ed in alto a sinistra è visibile la torretta della stazione di tiro delle artiglierie da 100/47

L'armamento minore di progetto differiva da quello delle due unità precedenti solo per la presenza delle mitragliere da 13,2 mm invece di quelle da 12,7 mm. Tuttavia, per non violare troppo palesemente il dislocamento limite, la nave entrò in servizio con soli 8 cannoni da 100/47 (mancavano i quattro complessi centrali), ma poco dopo vennero installati tutti. Nel 1937 i due complessi binati da 100/47 poppieri vennero sostituiti con quattro complessi binati da 37/54 come su tutti gli altri incrociatori pesanti italiani.

### Sistemi di tiro
Sul Trento e sul Trieste la prua ospitava l'aviorimessa e gli idrovolanti venivano lanciati con la catapulta fissa longitudinale sistemata davanti alla prima torre. Questa collocazione, ideata per lanciare gli aerei sfruttando il vento relativo dovuto al moto della nave, si rivelo` troppo vulnerabile ai colpi di mare.
Il Bolzano non disponeva di una aviorimessa ed aveva una catapulta brandeggiabile fra i due fumaioli.

## Le unità
| Regia Marina - Classe Trento | Regia Marina - Classe Trento | Regia Marina - Classe Trento | Regia Marina - Classe Trento | Regia Marina - Classe Trento | Regia Marina - Classe Trento |
| Nave                         | Cantiere                     | Impostazione                 | Varo                         | Entrata in servizio          | Destino finale               |
| ---------------------------- | ---------------------------- | ---------------------------- | ---------------------------- | ---------------------------- | ---------------------------- |
| Trento                       | OTO - Livorno                | 8 febbraio 1925              | 4 ottobre 1927               | 3 aprile 1929                | Affondato il 15 giugno 1942  |
| Trieste                      | STT - Trieste                | 22 giugno 1925               | 24 ottobre 1926              | 21 dicembre 1928             | Affondato il 10 aprile 1943  |
| Bolzano                      | Ansaldo - Genova             | 11 giugno 1930               | 31 agosto 1932               | 19 agosto 1933               | Affondato il 22 giugno 1944  |